# Villanueva (Honduras)
Villanueva ist eine Stadt und eine Gemeinde in Honduras. Sie liegt im Departamento Cortés. 2013 hatte die Stadt 62.711 Einwohner und die Gemeinde hatte eine Einwohnerzahl von 149.977.

## Geografie
Villanueva liegt etwa 20 Meilen südlich von San Pedro Sula. Die Stadt und umliegende Orte wie Dos Caminos liegen an der Hauptverkehrsstraße, die die Städte San Pedro Sula und die Hauptstadt Tegucigalpa verbindet.

## Geschichte
Villanueva wurde von einer kleinen Gruppe von Siedlern aus Santa Barbara gegründet, um ihr Land zu bepflanzen. In erster Linie Zuckerrohr und Bananen, da es in der Mitte des Sula-Tals liegt. Früher war Villanueva ein Dorf namens Llano Viejo und wurde aufgrund von Überschwemmungen in der Gegend an den Ort verlegt, an dem es heute liegt, bis es am 28. August 1871 als Gemeinde gegründet wurde. Die Siedlung Villanueva wurde im März 1945 zur Stadt erklärt. Zu dieser Zeit gab es, wie in den meisten Teilen des Landes, keine ausreichende Pflasterung. Während der 1980er Jahre wurde die Stadt industrialisiert und zog dank der Arbeitsmöglichkeiten, die mit der Ankunft und Installation von Fabriken rund um die Gemeinde kamen, mehr Menschen an.

## Wirtschaft
Viele Produktionsstätten und landwirtschaftliche Flächen befinden sich innerhalb des Gebiets. Die Mehrheit der Bevölkerung ist in den Textil-, Kunststoff- und anderen Fabriken innerhalb des Departamento beschäftigt. Zuckerrohr ist die Hauptanbaupflanze im Departamento.